# Йохан Фридрих Карл фон Ощайн
Йохан Фридрих Карл фон Ощайн (на немски: Johann Friedrich Karl von Ostein; * 6 юли 1689, Аморбах; † 4 юни 1763, Майнц) е имперски граф от стария род Ощайн в Горен Елзас, архиепископ и курфюрст на Майнц (1743 – 1763) и също княжески епископ на Вормс (1756 – 1763).

## Живот
Той е син на фрайхер Йохан Франц Себастиан фон Ощайн (* 4 ноември 1652; † 24 юни 1718), оберамтман в Курфюрство Майнц и съпругата му Анна Каролина фон Шьонборн (* 4 ноември 1652; † 24 юни 1718), дъщеря на граф Мелхиор Фридрих фон Шьонборн-Буххайм (1644 – 1717), държавник в Куфюрство Манц, и фрайин Мария София фон Бойнебург (1652 – 1726). Майка му е сестра на Йохан Филип Франц фон Шьонборн († 1724), епископ на Вюрцбург, Фридрих Карл фон Шьонборн († 1746), епископ на Бамберг и Вюрцбург, кардинал Дамиан Хуго Филип фон Шьонборн († 1743), епископ на Шпайер и Констанц, Франц Георг фон Шьонборн († 1756), архиепископ на Трир. Роднина е на Лотар Франц фон Шьонборн (1655 – 1729), княжески епископ на Бамберг (1693 – 1729), курфюрст и архиепископ на Курфюрство Майнц (1695 – 1729), ерцканцлер за Германия. Той е роднина и на Йохан Хайнрих фон Ощайн (1579 – 1646), княжески епископ на Базел (1628 – 1646), син на Йохан Якоб I фон Ощайн и съпругата му Аполония фон Халвил. Роднина е и на Франц Каспар фон Щадион (1637 – 1704), княжески епископ на Лавант (1673 – 1704), син на Йохан Кристоф фон Щадион (1610 – 1666/1662) и Мария Магдалена/Агнес фон Ощайн (1610 – 1632/1664), дъщеря на Йохан Георг фон Ощайн († 1635) и Агнес Фауст фон Щромберг.
Йохан Фридрих Карл служи през 1696 г. в катедралата на Майнц, 1699 г. във Вюрцбург, от 1724 г. е пропст в „Св. Бартхоломей“, Франкфурт на Майн и от 1725 г. катедрален „кустос“ в Майнц. Той следва в Майнц и Рим.
Йохан Фридрих Карл е избран на 22 април 1743 г. на 53 години за архиепископ на Майнц. На 3 май 1743 г. става дякон, на 5 май 1743 г. свещеник и на 29 юли 1743 г. е помазан за архиепископ на Майнц. На 15 септември 1743 г. той е епископ архиепископ на Майнц. На 7 октомври 1748 г. той е избран и за коадютор епископ на Вормс и е помазан на 20 януари 1749 г. за коадютор епископ на Вормс. На 18 януари 1756 г. на 66 г. той става епископ на Вормс.
Умира на 4 юни 1763 г. в Майнц на 73 години и е погребан в катедралата на Майнц.